# Sacha Houlié
Pour les articles homonymes, voir Houlié.
Sacha Houlié, né le 8 octobre 1988 à Bressuire (Deux-Sèvres), est un avocat et homme politique français.
D'abord militant du Parti socialiste, il est cofondateur en 2015 du mouvement Les Jeunes avec Macron et délégué national de En marche à son lancement en 2016, puis rejoint Place publique en 2025.
Élu député en 2017 dans la deuxième circonscription de la Vienne, il est vice-président de l'Assemblée nationale de juin à décembre 2017. Il est réélu lors des élections législatives de 2022 et devient président de la commission des Lois de l'Assemblée nationale. Il est à nouveau réélu lors des élections législatives de 2024.

## Biographie

### Famille et parcours professionnel
Né le 8 octobre 1988 à Bressuire d'une mère institutrice et d'un père ayant « exercé une trentaine de métiers » et décédé dans un accident de moto en 2008, Sacha Houlié a grandi à Ouzilly dans une « famille économiquement modeste, plutôt de gauche ». Il fait une licence de droit à l'université de Poitiers, passe ensuite un an à Grenade en Erasmus où il fait sa première année de master de droit, puis obtient son diplôme de master à Paris Assas et Paris-Sorbonne. Il devient avocat au barreau de Paris en 2013,,.

### Parcours politique

#### Débuts au Parti socialiste
Il s’engage en politique en rejoignant le Mouvement des jeunes socialistes dans la foulée du mouvement contre le contrat première embauche de 2006.
En 2007 et 2012, il participe activement aux campagnes législatives de Catherine Coutelle (PS), et aux présidentielles de Ségolène Royal et François Hollande. Il indique avoir voté « contre Nicolas Sarkozy avant tout » à ces élections, alors qu'il soutenait Dominique Strauss-Kahn.

#### Engagement auprès d'Emmanuel Macron

Logo des Jeunes avec Macron, mouvement créé par Sacha Houlié.

À l'annonce de la loi Macron, il co-signe, avec d'autres jeunes, une tribune dans Le Monde en faveur du texte. Accompagné de Stéphane Séjourné, Pierre Person et Guillaume Chiche, il poursuit son engagement par la fondation du mouvement « Les Jeunes avec Macron ». Les Jeunes avec Macron jouent par la suite un rôle central dans l'activité militante du mouvement.
En 2016, il est nommé délégué national d'En marche !, chargé de parcourir les territoires pour présenter les propositions que porte son candidat à l'élection présidentielle.

#### Député LREM de laXVelégislature
Pour les élections législatives de 2017, Sacha Houlié est candidat pour La République en marche, dans la deuxième circonscription de la Vienne. Il bénéficie du soutien de Catherine Coutelle, députée sortante. Il est élu face à Olivier Chartier (Les Républicains) avec 67,71 % des voix le 18 juin 2017,.
Après un imbroglio avec les oppositions dans la distribution des différentes charges de l'Assemblée nationale, il devient le plus jeune vice-président de la chambre basse sous la Cinquième République. Il occupe cette fonction jusqu'en décembre 2017.
Selon Le Monde, il fait partie d'une petite dizaine de députés qui forment « la garde avancée d'Emmanuel Macron, au Palais-Bourbon comme dans les médias. Des janissaires dévoués corps et âme au chef de l'État, qui ne dépendent que de lui, ne rendent de comptes qu'à lui. » Il est également proche de Christophe Castaner.
Au sein du groupe LREM, il est « l’un des animateurs de l’aile gauche », et figure parmi les partisans d’une laïcité ouverte et « inclusive ».
Dans le contexte du mouvement des Gilets jaunes, il s'oppose à l'instauration du référendum d'initiative citoyenne, dans lequel il voit « une source de graves dangers », et plaide pour la tenue d'un référendum sur la réforme des institutions.
Durant l'été 2019, avec son collègue Pierre Person, il propose de revenir en partie sur les allègements de cotisations sur les hauts salaires, issus du pacte de responsabilité et de solidarité mis en place sous François Hollande.
En juillet 2019, à l'occasion de la remise en jeu des postes au sein de la majorité, il se porte candidat à la vice-présidence de l'Assemblée. Il est battu par le vice-président sortant, Hugues Renson.
Sacha Houlié travaille également le sujet du sport et des libertés fondamentales, dont celui des interdiction de stade (IAS) : en mission parlementaire avec la députée et ancienne ministre Marie-George Buffet (Parti communiste français-GDR), il propose dans le rapport rendu au printemps 2020 une sortie de certaines dérives constatées en matière d'IAS, avec davantage de transparence dans leur prononcé, leur limitation plus stricte dans le temps et dans leur cumul avec d'autres sanctions judiciaires ou commerciales, ou encore des possibilités de contestation plus effectives,,,.
Lors de la pandémie de Covid-19, il publie une tribune contre le traçage numérique des individus, évoquant « une réponse dangereuse et condamnable », avant de voter contre le déploiement de l'application StopCovid, à l'encontre de son groupe parlementaire.
En septembre 2020, dans la foulée de Pierre Person, il démissionne du bureau exécutif de LREM ainsi que de son poste de responsable des relations avec les acteurs politiques et sociaux : il déclare alors que le parti n'a « pas tiré les conséquences des résultats des municipales », « pas défini [son] identité – par exemple, libérale sur le plan des libertés publiques », n'a pas suffisamment préparé les élections locales à venir, et indique avoir constaté « que les fonctions [qu'il avait] avaient été pourvues »,.
Il est candidat aux élections départementales de 2021 dans le canton de Poitiers-5, en binôme avec Sylvie Sap. Au soir du premier tour, il réunit 30,87 % des voix, mais ne peut se qualifier pour le second. Il est battu de 9 voix par les candidats de gauche et écologistes, eux-mêmes devancés par la liste de la majorité départementale de droite.

#### Député LREM de laXVIelégislature
Il est candidat à sa réélection dans la 2ᵉ circonscription de la Vienne lors des élections législatives de 2022. Il termine en tête au premier tour, recevant 36,8 % des voix, devant la candidate Valérie Soumaille (NUPES). Il est ensuite réélu au second tour, obtenant 51,2 % des voix face à la candidate de la NUPES.[réf. souhaitée]
En juin 2022, après sa réélection, il est élu président de la commission des Lois de l'Assemblée nationale, devenant ainsi, à 33 ans, le plus jeune élu à ce poste depuis sa création.
Le 9 août 2022, il présente, de sa propre initiative, une proposition de loi constitutionnelle pour « accorder le droit de vote et d’éligibilité aux élections municipales aux étrangers non ressortissants de l’Union européenne résidant en France ». Sa proposition est mal accueillie au sein de son parti. Il s'oppose à l'instauration du port obligatoire de l'uniforme à l'école, une position qui contribue à l'isoler au sein de Renaissance.
En septembre 2023, en compagnie de députés EELV, PCF, PS et NUPES et d'autres figures de l’aile gauche de la majorité (Renaissance et MoDem), il signe une tribune commune publiée sur les sites de Libération et de France Info qui exige « des mesures urgentes, humanistes et concrètes pour la régularisation des travailleurs sans papiers ». Cette tribune analysée comme un « coup de pression de l’aile gauche de la majorité » divise le camp présidentiel alors que se prépare la « loi immigration »,. Il est alors présenté comme la « principale figure de l’aile gauche de la Macronie à l’Assemblée nationale ».
Dans le cadre du projet de loi relative à l'asile et à l'immigration en France en 2022-2023, il est à nouveau présenté comme l’un des représentants de l’aile gauche de Renaissance ne voulant pas qu’on modifie « l’équilibre du texte » alors même que Gérald Darmanin, sans majorité absolue à l’Assemblée nationale, est contraint à trouver un compromis avec les députés LR.

#### Député de laXVIIelégislature
Sacha Houlié est de nouveau candidat à sa réélection lors des élections législatives de 2024. Il remporte l'élection le 7 juillet dans une triangulaire avec 41,90 % des suffrages exprimés, face la candidate Nouveau Front populaire-LFI Valérie Soumaille (32,73 %) et la candidate RN Estelle Chevallier (25,37 %). À la rentrée des députés d'Ensemble, il décide de ne pas siéger avec la majorité présidentielle et affirme son indépendance,. Il figure parmi les députés non-inscrits au démarrage de la XVIIe législature. Il tente de créer un nouveau groupe parlementaire de centre gauche, et rejoint Place publique en juin 2025.